# Chirostomias pliopterus
Chirostomias pliopterus es una especie de pez de la familia Macrouridae en el orden de los Gadiformes.

## Morfología
Los machos pueden llegar alcanzar los 20,5 cm de longitud total.

## Hábitat
Es un pez de  aguas profundas que vive hasta 500 m de profundidad.

## Distribución geográfica
Se encuentra en el  Atlántico oriental (desde la península ibérica hasta Mauritania) y el Atlántico occidental (desde Canadá y Estados Unidos hasta Cuba ).